# Elezioni presidenziali in Nagorno Karabakh del 2002
Le elezioni presidenziali in Nagorno Karabakh del 2002 si tennero l'11 agosto per scegliere il nuovo Presidente.
L'affluenza fu del 73%; venne riconfermato il presidente uscente Ghukasyan che era subentrato nel 1997 a Kocharyan nominato Primo Ministro dell'Armenia.
Ghukasyan, in virtù di quanto previsto dalla Costituzione dello stato ha svolto il suo secondo ed ultimo mandato (consecutivo).

## Risultati
| Arkadi Ghukasyan  | Indipendente                  | 53 746 | 88,96 |  |  |  |  |  |
| Artur Tovmasyan   | Indipendente                  | 4 637  | 7,67  |  |  |  |  |  |
| Albert Ghazaryan  | Partito Democratico Cristiano | 1 271  | 2,10  |  |  |  |  |  |
| Grigori Afanasyan | Unità                         | 763    | 1,26  |  |  |  |  |  |
| Totale            | Totale                        | 60 417 | 100   |  |  |  |  |  |
|                   |                               |        |       |  |  |  |  |  |
| Voti non validi   | Voti non validi               | 4 319  | 6,67  |  |  |  |  |  |
| Votanti           | Votanti                       | 64 736 |       |  |  |  |  |  |